# عبد المحسن فلاته
عبد المحسن فلاته، لاعب كرة قدم مرمى سعودي.
سبق له اللعب لنادي الوحدة ونادي القادسية و نادي الاتحاد و نادي الطائي.

## روابط خارجية
- عبد المحسن فلاته على موقع قاعدة بيانات كرة القدم.إي يو (الإنجليزية)
- عبد المحسن فلاته على موقع Soccerway.com (الإنجليزية)
- عبد المحسن فلاته على موقع كووورة